# Joroinen
Joroinen est une municipalité du centre-est de la Finlande, dans la région de Savonie du Nord et la province de Finlande orientale.

## Histoire
Joroinen est parfois surnommée avec humour le Paris de Savonie en raison de la présence historique de trois manoirs, Järvikylä, Koskenhovi et Frugård, dont les occupants nobles parlaient traditionnellement le français au XVIIIe siècle comme au XIXe siècle.
Aujourd'hui, Joroinen est une de ces nombreuses communes du centre et de l'est de la Finlande qui n'en finit pas de perdre des habitants. L'industrie y est sous-développée et de nombreux emplois dépendent des usines de pâte à papier de la ville de Varkaus, qui tendent actuellement à réduire le personnel.

## Géographie
Varkaus se situe à 16 km du centre administratif, la principale agglomération de la commune. La deuxième zone la plus peuplée est le quartier résidentiel de Kuvansi, sur la nationale 5, qui joue le rôle de banlieue de Varkaus à juste 5 km du centre-ville. La commune compte 22 autres villages, ne dépassant pas quelques dizaines d'habitants chacun.
Les communes voisines sont Rantasalmi à l'est, Juva au sud, Mikkeli au sud-ouest, Pieksämäki au nord-ouest, et côté Savonie du Nord Varkaus et Leppävirta au nord.

## Démographie
Depuis 1980, la démographie de Joroinen a évolué comme suit, :
| Année      | 1980  | 1985  | 1990  | 1995  | 2000  | 2005  | 2010  |
| ---------- | ----- | ----- | ----- | ----- | ----- | ----- | ----- |
| population | 6 239 | 6 270 | 6 407 | 6 223 | 5 880 | 5 619 | 5 394 |

| Année      | 2015  | 2020  |
| ---------- | ----- | ----- |
| population | 5 110 | 4 771 |

## Politique et administration

### Conseil municipal
Les 21 conseillers municipaux sont répartis comme suit:
| Parti     | Parti                              | Sièges 2021–2025 |
| --------- | ---------------------------------- | ---------------- |
|           | Parti social-démocrate de Finlande | 6                |
|           | Vrais Finlandais                   | 3                |
|           | Parti de la Coalition nationale    | 3                |
|           | Parti du centre                    | 8                |
|           | Chrétiens-démocrates               | 1                |
| Sources : |                                    |                  |

### Subdivisions
Les villages de Joroinen sont:
- Huutokoski
- Joroisniemi
- Järvikylä
- Kaijonkylä
- Kaitainen
- Katisenlahti
- Kerisalo
- Kerisalonsaari
- village de Joroinen
- Kolma
- Kotkatlahti
- Kurensydänmaa
- Kurkela
- Kuvansi
- Koskenkylä
- Lahnalahti
- Maavesi
- Montola
- Ruokojärvi
- Ruokoniemi
- Savuniemi
- Sydänmaa
- Vättilä
- Tahkoranta

## Lieux et monuments
- Manoir de Koskenhovi
- Aérodrome de Varkaus
- Tremplin de Joroinen
- Église de Joroinen
- Musée de la Défense nationale de Joroinen

## Transports
Joroinen est reliée à Rantasalmi par la seututie 464 et à Pieksämäki par la seututie 455.
Elle est traversée par la valtatie 5 (Varkaus-Juva).
L'aéroport de Varkaus est situé à Joroinen.

## Personnalités
- Eemil Hynninen
- Pekka Salminen
- Jukka Hentunen
- Tiina Boman

## Galerie

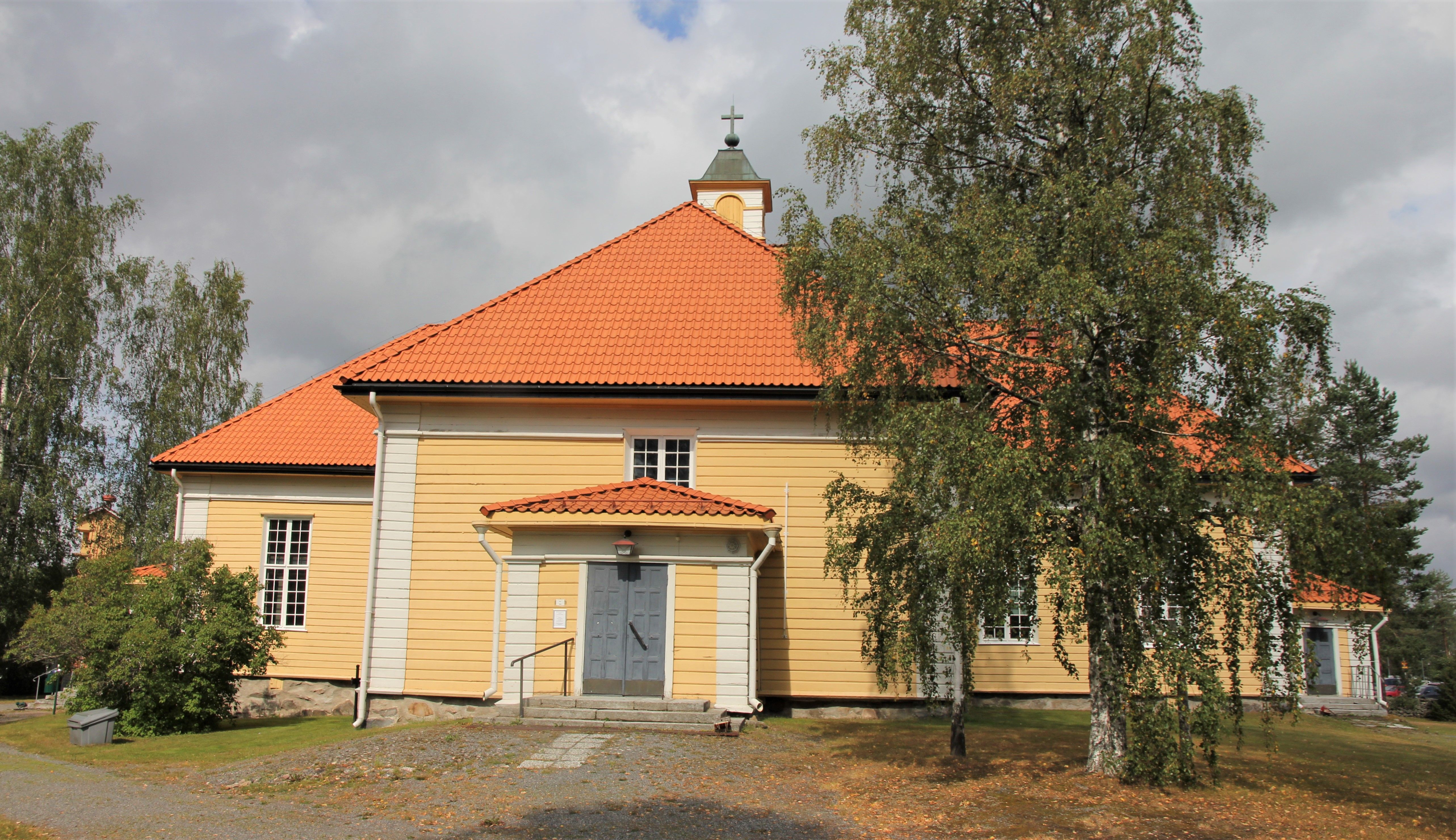
Église de Joroinen.
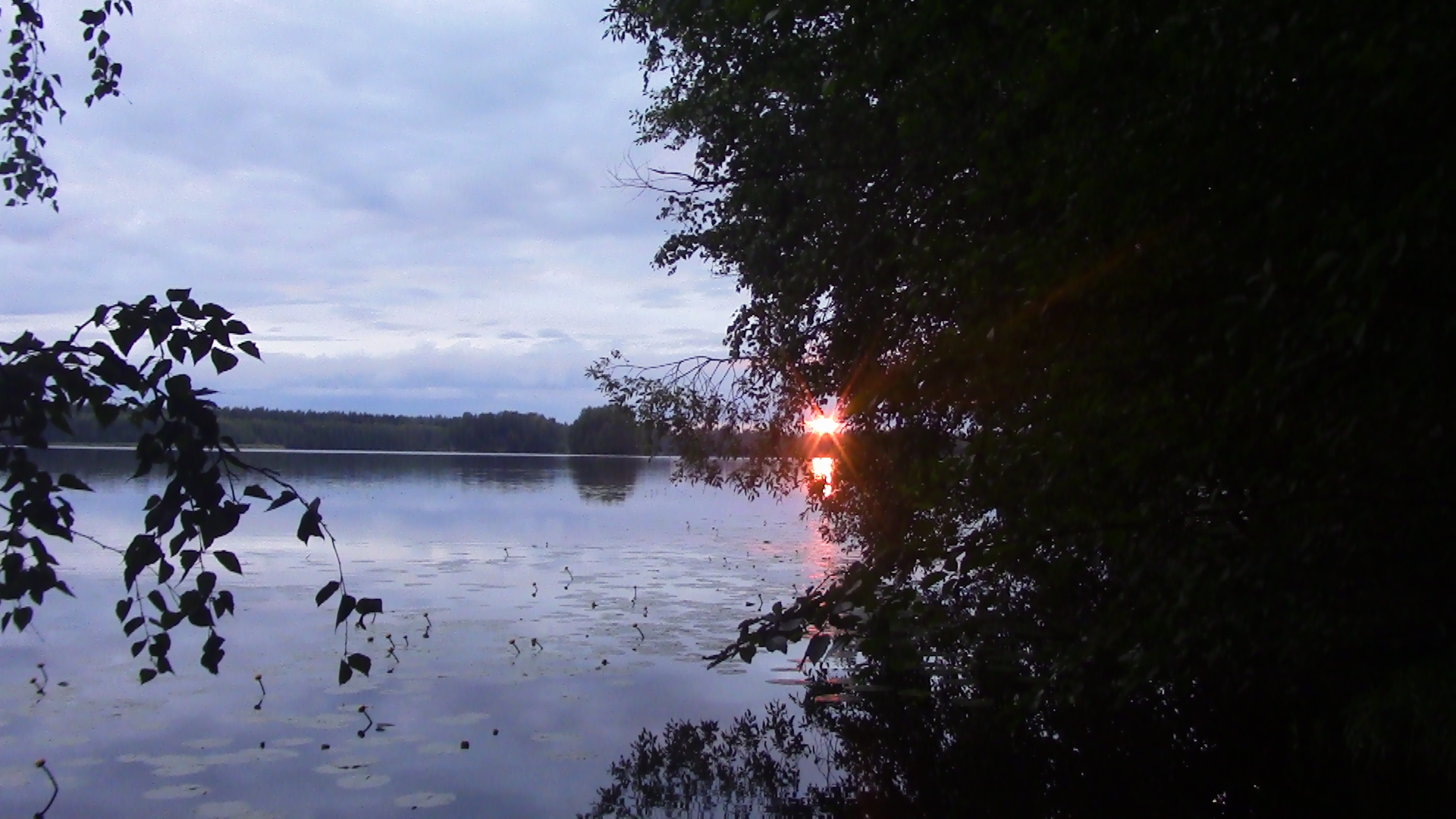
Lac Valvatus à Joroinen.